# Лиллекюла (деревня)
Ли́ллекюла (эст. Lilleküla), до 2019 года — Ку́рекюла (эст. Kureküla)— деревня в волости Элва уезда Тартумаа, Эстония. 
До административной реформы местных самоуправлений Эстонии 2017 года входила в состав волости Пухья.

## География и описание
Расположена в 12 километрах к юго-востоку от волостного центра — города Элва, и в 30 километрах к западу от уездного центра — города Тарту. Высота над уровнем моря — 37 метров.
Климат умеренный. Официальный язык — эстонский. Почтовый индекс — 61306.

## Население
По данным переписи населения 2011 года, в Лиллекюла проживали 37 человек, из них 29 (78,4 %) — эстонцы.
По данным переписи населения 2021 года, в деревне насчитывалось 33 жителя, из них 27 (81,8 %) — эстонцы.
Численность населения деревни Лиллекюла по данным переписей населения:
| Год  | 1959 | 1970  | 2000 | 2011 | 2021 |
| ---- | ---- | ----- | ---- | ---- | ---- |
| Чел. | 124  | ↗ 140 | ↘ 31 | ↗ 37 | ↘ 33 |

## История
Курекюла была построена в 1935 году как рядная деревня из домов единого строительного стиля. До 1977 года называлась Куре (эст. Kure). В 1977 году, в период кампании по укрупнению деревень, была объединена с посёлком Улила, в 1997 году официально восстановлена как деревня.

## Комментарии
1. ↑  Эстонские топонимы, оканчивающиеся на -а, не склоняются и не имеют женского рода (исключение — Нарва)[7].